# Nughedu San Nicolò
Nughedu San Nicolò (sardinsky: Nughèdu) je italská obec (comune) v provincii Sassari v regionu Sardinie. Nachází se ve výšce 577 metrů nad mořem a má 744 obyvatel. Rozloha obce je 67,89 km².